# 廢藩置縣
廢藩置縣是1871年日本明治政府推出的新政，用以废除传统的大名制度，施行中央集權，设立新的地方政府。
1868年，德川幕府被推翻后，明治天皇為政，是为明治维新。新政府决定废除封建制度，革新日本的政治制度。將軍不再执政，政权归于天皇，超过三百个大名放弃领地，以往同時具備領地與一級行政區功能的「藩」俱廢，改以新設「县」取代；新政府按照地理分布劃出超过三百个县，建立中央集權導向的地方制度，虽然幕藩體制没有被完全废除，但在名义上已不再存在。
地界经过多年的变迁，在1871年，全日本有72个县；在1888年，共有77个县，一直到现在全國分为47个一級行政區：一都（東京都）、一道（北海道）、二府（大阪府、京都府）、四十三县，其下再設立市、町、村。

## 背景
在明治2年6月17日（1869年7月25日）施行版籍奉还，274個大名將各自的領土（即版圖）和轄內臣民（即戶籍）交予明治政府管轄，但各大名繼續擔任藩主。這是走向廢除幕府制度的一步，但情況幾乎與江戶時代相同，新政府內部力爭縣府制統一國家的勢力，在開始時是不敵其他政治勢力。
新政府直轄的府縣在當時僅佔全國的四分之一左右，而由於暴亂而難以徵稅，導致新政府一開始就難以確保財力。
此外，軍隊由各藩主自己派兵組成，因而中央無法統一統率。而各藩主與新政府之間的對抗，以及新政府內部的對抗也在繼續。而戊辰戰爭所造成的結果之一就是諸藩領的債務達到了平均年收入的三倍左右。一些藩主出於自身財政惡化的境地，轉而要求中央政府廢除諸藩體制，然而實際的廢藩舉動在多個藩主聯名請求之前就開始了，是由那些財政困難到連藩士俸祿都發不起的小藩率先申請廢藩，明治新政府於1869年12月批准了吉井藩（一萬石）和狹山藩（一萬石）的廢藩請求，接著又受理了十多個藩的廢藩申請。之後以統一國家為目標，聯名提出廢藩的是鳥取藩主池田吉典、名古屋藩主德川義勝、熊本藩主細川守久、盛岡藩主南武利之等人。
明治3年12月19日（1871年2月8日），大倉大輔和大隈重信向太政官提案實施「全國一致的政體」並獲得了通過。這個改革的目標是為達致新國家建設所倡導的「海陸警備制度」（軍事）・「教學效率培訓的訓練」（教育）・「審理刑罰的法例」（司法）・「理財會計的辦法」（財政）等四大機能必要的確立，為了實現這一目標，指出了府藩縣三治制的低效率，並以使府、藩、縣的機構相同的「三治一致」為目標。在推動這三類並行機構得以共通的前提下，府、縣均已採用由中央政府派遣的官員統治的形式，而由藩主或藩士管治藩地的自主性和異質性則變相成為「三治一致」的最大「障害」。此外，在薩摩藩與長州藩不斷膨脹的軍費也成為嚴重的問題，若是再加上土佐藩在內，將這三藩的防務轉交予新政府直属的親兵，就可以迴避財政的問題，並同時實現中央集權化。

## 實施
明治政府在從薩摩、長州、土佐、肥前四個藩國集調兵力組建直屬「御親兵」，對各藩國形成足夠武力威懾後，在1871年正式頒令改制，成立東京、大阪和京都三府，設立302個縣，令整體轉向中央集權。而當年真正使廢藩成為現實的是薩摩和長州兩藩勢力，而且是以極少數薩長高官發動突然「政變」的形式所實現的政治統一，而當時新政府中薩長派系也佔據絕對主導地位。經過一段時間在少數實權者間進行的遊說拉鋸，在7月9日「維新三傑」大久保利通、木戶孝允、西鄉隆盛，加上薩摩藩的大山巖、西鄉從道和長州藩的井上馨、山縣有朋等人，進行了深入細緻的磋商，廢藩計畫就在如此極其隱秘的狀態中推進，連新政府實權人物三條實美和岩倉具視也是在宣佈實施的前兩天（7月12日）才被告知相關計畫。就這樣到了7月14日早上，薩摩、長州、土佐、肥前四藩的知藩事及其代表率先被傳召入宮，以明治天皇敕語的形式被宣告了廢藩決定。接著又將同一敕語轉達了鳥取藩、尾張藩、熊本藩、德島藩的縣知事。
接著到下午兩點，身在東京的其他56名知藩事也被傳召入宮，接受用天皇名義頒下的同一詔令。這一刻標誌了持續約七百年的武家政權的終結：知藩事們被免官職而集中留駐東京，由中央政府另派縣令接管改換新置的縣境。

### 施行初期所設府縣
最初在明治四年七月十七（1871年8月29日）廢藩置縣實行時與現在的府縣有很大分別，而府縣的名字——都市名／府縣廳所在地，特別是舊幕府、旗本領的舊中小藩地經常出現府縣廳周邊特別多飛地而沒有幾個完整的府縣廳。粗體的縣名為廢藩置縣前已存在。

#### 北海地方
- 渡島國 ： 館縣

#### 東北地方
- 陸奧國 ： 弘前縣、黑石縣、斗南縣、七戶縣、八戶縣
- 陸中國 ： 盛岡縣、一關縣、江刺縣、膽澤縣
- 陸前國 ： 仙台縣、登米縣
- 磐城國 ： 角田縣、中村縣、磐城平縣、湯長谷縣、泉縣、三春縣、棚倉縣、白河縣
- 岩代國 ： 二本松縣、福島縣、若松縣
- 羽後國 ： 秋田縣、岩崎縣、本荘縣、亀田縣、矢島縣、松嶺縣
- 羽前國 ： 大泉縣、新莊縣、天童縣、山形縣、上山縣、米澤縣

#### 關東地方
- 常陸國 ： 松岡縣、水戶縣、宍戶縣、笠間縣、下館縣、下妻縣、麻生縣、石岡縣、土浦縣、志筑縣、牛久縣、若森縣、松川縣、龍崎縣
- 下總國 ： 多古縣、小見川縣、高岡縣、結城縣、古河縣、關宿縣、佐倉縣、生實縣、葛飾縣、曾我野縣
- 上總國 ： 菊間縣、鶴牧縣、鶴舞縣、櫻井縣、久留里縣、飯野縣、小久保縣、佐貫縣、松尾縣、一宮縣、大多喜縣、宮谷縣
- 安房國 ： 長尾縣、花房縣、館山縣、加知山縣
- 下野國 ： 宇都宮縣、大田原縣、黑羽縣、烏山縣、茂木縣、壬生縣、吹上縣、佐野縣、足利縣、日光縣
- 上野國 ： 館林縣、七日市縣、小幡縣、安中縣、沼田縣、前橋縣、高崎縣、伊勢崎縣、岩鼻縣
- 武藏國 ： 川越縣、忍縣、岩槻縣、浦和縣、小菅縣、東京府、品川縣、神奈川縣、六浦縣
- 相模國 ： 小田原縣、荻野山中縣

#### 中部地方
- 佐渡國 ： 佐渡縣
- 越後國 ： 村上縣、三日市縣、黑川縣、新發田縣、村松縣、峰岡縣、新潟縣、柏崎縣、与板縣、椎谷縣、高田縣、清崎縣
- 越中國 ： 富山縣
- 加賀國・能登國 ： 金澤縣、大聖寺縣
- 越前國 ： 丸岡縣、福井縣、勝山縣、大野縣、本保縣、鯖江縣
- 若狹國 ： 小濱縣
- 甲斐國 ： 甲府縣
- 信濃國 ： 岩村田縣、小諸縣、上田縣、松代縣、須坂縣、飯山縣、長野縣、伊那縣、高島縣、高遠縣、飯田縣、松本縣
- 飛驒國 ： 高山縣
- 美濃國 ： 野村縣、大垣縣、高富縣、郡上縣、岩村縣、苗木縣、加納縣、今尾縣、笠松縣
- 伊豆國 ： 韮山縣
- 駿河國 ： 靜岡縣
- 遠江國 ： 堀江縣
- 三河國 ： 田原縣、豊橋縣、半原縣、西大平縣、岡崎縣、挙母縣、西尾縣、西端縣、刈谷縣、重原縣
- 尾張國 ： 名古屋縣、犬山縣

#### 近畿地方
- 近江國 ： 宮川縣、彥根縣、山上縣、朝日山縣、西大路縣、水口縣、膳所縣、大津縣
- 山城國 ： 京都府、淀縣
- 丹波國 ： 龜岡縣、園部縣、綾部縣、山家縣、福知山縣、篠山縣、柏原縣
- 丹後國 ： 舞鶴縣、宮津縣、峰山縣、久美濱縣
- 但馬國 ： 生野縣、出石縣、豐岡縣、村岡縣
- 河內國 ： 丹南縣
- 和泉國 ： 堺縣、伯太縣、岸和田縣、吉見縣
- 攝津國 ： 高槻縣、麻田縣、大阪府、兵庫縣、尼崎縣、三田縣
- 播磨國 ： 姬路縣、明石縣、小野縣、三草縣、龍野縣、林田縣、赤穂縣、安志縣、山崎縣、三日月縣
- 大和國 ： 柳生縣、郡山縣、小泉縣、柳本縣、芝村縣、田原本縣、高取縣、櫛羅縣、奈良縣、五條縣
- 紀伊國 ： 和歌山縣、田邊縣、新宮縣
- 伊勢國 ： 長島縣、桑名縣、菰野縣、龜山縣、神戶縣、津縣、久居縣、度會縣
- 志摩國 ： 鳥羽縣

#### 中國地方
- 因幡國 ： 鳥取縣
- 出雲國 ： 松江縣、母里縣、廣瀨縣
- 石見國・隱岐國 ： 濱田縣
- 美作國 ： 津山縣、鶴田縣、真島縣
- 備前國 ： 岡山縣
- 備中國 ： 倉敷縣、鴨方縣、生坂縣、庭瀨縣、足守縣、浅尾縣、岡田縣、高梁縣、成羽縣、新見縣
- 備後國 ： 福山縣
- 安藝國 ： 廣島縣
- 周防國 ： 岩國縣
- 長門國 ： 山口縣、清末縣、豐浦縣

#### 四國地方
- 阿波國 ： 德島縣
- 讚岐國 ： 高松縣、丸龜縣
- 伊予國 ： 西条縣、小松縣、今治縣、松山縣、新谷縣、大洲縣、吉田縣、宇和島縣
- 土佐國 ： 高知縣

#### 九州地方
- 筑前國 ： 福岡縣、秋月縣
- 筑後國 ： 久留米縣、柳川縣、三池縣
- 肥前國・壹岐國 ： 唐津縣、鹿島縣、小城縣、蓮池縣、佐賀縣、平戶縣、福江縣、大村縣、島原縣、長崎縣
- 對馬國 ： 嚴原縣
- 肥後國 ： 人吉縣、熊本縣
- 豐前國 ： 豐津縣、千束縣、中津縣
- 豐後國 ： 日出縣、府内縣、佐伯縣、臼杵縣、岡縣、森縣、日田縣、杵築縣
- 日向國 ： 延岡縣、高鍋縣、佐土原縣、飫肥縣
- 薩摩國・大隅國 ： 鹿兒島縣

## 第一次府县合并
从明治四年十月二十八（1871年12月10日）到十一月二十二（1872年1月2日）进行了第一次府县合并。原来设置的各府、县根据古代的国、郡进行了统一的重编。

明治四年年末的府县地图

### 先期合并
从废藩置县开始到第一次合并之间这大约4个月时间内也对部分县进行了合并。
- 明治四年九月初四（1871年10月17日）佐贺县（第一次设置）和严原县合并，县政府移设到伊万里县。
  - 到第一次合并时周边4县合并成为新的伊万里县。
- 明治四年九月初五（1871年10月18日）館县、弘前縣、黑石縣、斗南縣、七戶縣和八戶縣合并为弘前县。
  - 明治四年九月二十三（1871年11月5日），弘前县政府搬迁并改名为青森县，在第一次合并时这一形式已经被追认。

### 正式合并命令
下面所列的是1871年除了9月的先行合并命令外的全部和府县合并有关的太政官布告。但请注意布告内容中的部分与最终实行的方案存在差异，在不同资料上记载的时间也略有差异。
| 地域                              | 布告时间                           | 府/县                                                    | 划定区域 | 备注 |
| --------------------------------- | ---------------------------------- | -------------------------------------------------------- | --- | --- |
|                                   | 明治4年10月28日 （1871年12月10日） | 群马                                                     | 上野国：利根郡、吾妻郡、势多郡、群马郡、碓冰郡、那波郡、甘乐郡、佐位郡、片冈郡、多胡郡、绿野郡                                 | 佐野县（势多郡・绿野郡）、岩槻县（那波郡・势多郡）、松岭县、泉县、淀县（各自的势多郡）的飞地全部并入了群马县。          |
| 明治4年11月2日 （1871年12月13日） | 姬路                               | 播磨國全部                                               | | |
| 明治4年11月2日 （1871年12月13日） | 丰冈                               | 丹後國全部、但馬國全部 丹波國：多纪郡、冰上郡、添田郡    | | |
| 北海及东北地方                    | 明治4年11月2日 （1871年12月13日）  | 青森                                                     | 陸奧國全部 松前4郡（渡島國：福岛郡、津轻郡、桧山郡、尔志郡）                                                                   | 明治5年9月23日（1872年10月7日）松前4郡移交开拓使管理。                                                                  |
| 北海及东北地方                    | 明治4年11月2日 （1871年12月13日）  | 盛冈                                                     | 陸中國：閉伊郡、和賀郡、稗貫郡、紫波郡、岩手郡、九戶郡                                                                         | |
| 北海及东北地方                    | 明治4年11月2日 （1871年12月13日）  | 一關                                                     | 陸中國：胆澤郡、江刺郡、磐井郡 陸前國：本吉郡、登米郡、栗原郡、玉造郡、氣仙郡                                                  | |
| 北海及东北地方                    | 明治4年11月2日 （1871年12月13日）  | 仙臺                                                     | 陸前國：牡鹿郡、桃生郡、遠田郡、志田郡、賀美郡（加美郡）、黑川郡、宮城郡、名取郡、柴田郡                                       | |
| 北海及东北地方                    | 明治4年11月2日 （1871年12月13日）  | 平                                                       | 磐城國：宇多郡（一部）、行方郡、標葉郡、田村郡、磐城郡、石川郡、白川郡、磐前郡                                                 | |
| 北海及东北地方                    | 明治4年11月2日 （1871年12月13日）  | 二本松                                                   | 磐城国：白河郡 岩代国：信夫郡、安達郡、安積郡、岩瀬郡、伊達郡                                                                  | |
| 北海及东北地方                    | 明治4年11月2日 （1871年12月13日）  | 若松                                                     | 岩代国：会津郡、耶麻郡、大沼郡、河沼郡                                                                                         | 也實際管轄原會津藩所屬的越後国蒲原郡（後來的東蒲原郡）                                                                  |
| 北海及东北地方                    | 明治4年11月2日 （1871年12月13日）  | 秋田                                                     | 陸中国：鹿角郡、羽後国：平鹿郡、雄勝郡、仙北郡、由利郡、川邊郡（河邊郡）、秋田郡、山本郡                                       | |
| 北海及东北地方                    | 明治4年11月2日 （1871年12月13日）  | 酒田                                                     | 羽前国：田川郡、羽後国：飽海郡                                                                                                 | |
| 北海及东北地方                    | 明治4年11月2日 （1871年12月13日）  | 山形                                                     | 羽前国：村山郡、置賜郡（一部）、最上郡                                                                                         | |
| 北海及东北地方                    | 明治4年11月2日 （1871年12月13日）  | 置賜                                                     | 羽前国：置賜郡（一部） | |
| 關東地方及伊豆                    | 明治4年11月14日 （1871年12月25日） | 茨城                                                     | 常陸国：多賀郡、久慈郡、那賀郡（那珂郡）、茨城郡、真壁郡                                                                       | 原來由下館縣管轄的河内國古市郡及石川縣的飛地此時也由茨城管轄。 豐岡縣（原峰山縣）的常陸国真壁郡及淀縣的真壁郡飛地并入。 |
| 關東地方及伊豆                    | 明治4年11月14日 （1871年12月25日） | 新治                                                     | 常陸国：新治郡、筑波郡、河内郡、信太郡、行方郡、鹿島郡 下總国：香取郡、匝瑳郡、海上郡                                          | |
| 關東地方及伊豆                    | 明治4年11月14日 （1871年12月25日） | 印旛                                                     | 下總国：結城郡、猿島郡、葛飾郡、相馬郡、岡田郡、豊田郡、千葉郡、埴生郡、印旛郡                                                 | |
| 關東地方及伊豆                    | 明治4年11月14日 （1871年12月25日） | 木更津                                                   | 安房国全部、上總国全部 | |
| 關東地方及伊豆                    | 明治4年11月14日 （1871年12月25日） | 宇都宮                                                   | 下野国：芳賀郡、塩谷郡、那須郡、河内郡                                                                                         | |
| 關東地方及伊豆                    | 明治4年11月14日 （1871年12月25日） | 栃木                                                     | 下野国：足利郡、簗田郡（梁田郡）、寒川郡、安蘇郡、都賀郡 上野国：邑楽郡、新田郡、山田郡                                        | |
| 關東地方及伊豆                    | 明治4年11月14日 （1871年12月25日） | 入間                                                     | 武藏国：横見郡、入間郡、秩父郡、男衾郡、大里郡、榛沢郡、賀美郡、幡羅郡、比企郡、新座郡、那賀郡、児玉郡、高麗郡、多摩郡（一部） | |
| 關東地方及伊豆                    | 明治4年11月14日 （1871年12月25日） | 埼玉                                                     | 武藏国：埼玉郡、葛飾郡（一部）、足立郡（一部）                                                                                 | |
| 關東地方及伊豆                    | 明治4年11月14日 （1871年12月25日） | 東京府                                                   | 武藏国：荏原郡、豊島郡、多摩郡（一部）、足立郡（一部）、葛飾郡（一部）                                                         | |
| 關東地方及伊豆                    | 明治4年11月14日 （1871年12月25日） | 神奈川                                                   | 相模国：三浦郡、鎌倉郡 武藏国：橘樹郡、久良岐郡、都筑郡                                                                        | |
| 關東地方及伊豆                    | 明治4年11月14日 （1871年12月25日） | 足柄                                                     | 相模国：足柄上郡、足柄下郡、高座郡、愛甲郡、淘綾郡、津久井郡 伊豆国全部                                                        | |
| 九州地方                          | 明治4年11月14日 （1871年12月25日） | 小倉                                                     | 豐前国全部 | |
| 九州地方                          | 明治4年11月14日 （1871年12月25日） | 大分                                                     | 豐後国全部 | |
| 九州地方                          | 明治4年11月14日 （1871年12月25日） | 福岡                                                     | 筑前国全部 | |
| 九州地方                          | 明治4年11月14日 （1871年12月25日） | 三潴                                                     | 筑後国全部 | |
| 九州地方                          | 明治4年11月14日 （1871年12月25日） | 伊万里                                                   | 肥前国：松浦郡（一部）、藤津郡、杵島郡、佐賀郡、神崎郡（神埼郡）、三根郡、養父郡、基肄郡 對馬国全部                            | |
| 九州地方                          | 明治4年11月14日 （1871年12月25日） | 長崎                                                     | 肥前国：彼杵郡、高来郡、松浦郡（一部） 壹岐国全部                                                                              | |
| 九州地方                          | 明治4年11月14日 （1871年12月25日） | 熊本                                                     | 肥後国：玉名郡、山鹿郡、菊池郡、山本郡、阿蘇郡、託摩郡（託麻郡）、飽田郡、合志郡、上益城郡                                     | |
| 九州地方                          | 明治4年11月14日 （1871年12月25日） | 八代                                                     | 肥後国：下益城郡、宇土郡、球磨郡、葦北郡、八代郡、天草郡                                                                       | |
| 九州地方                          | 明治4年11月14日 （1871年12月25日） | 美美津                                                   | 日向国：那珂郡（一部）、宮崎郡（一部）、諸縣郡（一部）、児湯郡、臼杵郡                                                         | |
| 九州地方                          | 明治4年11月14日 （1871年12月25日） | 都城                                                     | 日向国：那珂郡（一部）、宮崎郡（一部）、諸県郡（一部）、大隅国：菱刈郡、桑原郡、姶良郡、囎唹郡、肝属郡、大隅郡                 | |
| 九州地方                          | 明治4年11月14日 （1871年12月25日） | 鹿儿島                                                   | 大隅国：熊毛郡、馭謨郡 薩摩国全部 （琉球国）                                                                                   | |
| 四國地方                          | 明治4年11月15日 （1871年12月26日） | 名東                                                     | 阿波国全部、淡路国全部 | 5日后淡路國津名郡并入兵庫縣。                                                                                           |
| 四國地方                          | 明治4年11月15日 （1871年12月26日） | 香川                                                     | 讃岐国全部 | |
| 四國地方                          | 明治4年11月15日 （1871年12月26日） | 松山                                                     | 伊予国：宇摩郡、野間郡、新居郡、周布郡、桑村郡、越智郡、風早郡、和氣郡、久米郡、温泉郡、伊予郡                                 | |
| 四國地方                          | 明治4年11月15日 （1871年12月26日） | 宇和島                                                   | 伊予国：宇和郡、喜多郡、浮穴郡                                                                                                 | |
| 四國地方                          | 明治4年11月15日 （1871年12月26日） | 高知                                                     | 土佐国全部 | |
| 中國地方                          | 明治4年11月15日 （1871年12月26日） | 鳥取                                                     | 因幡国全部、伯耆国全部 | |
| 中國地方                          | 明治4年11月15日 （1871年12月26日） | 島根                                                     | 出雲国全部、隠岐国全部 | |
| 中國地方                          | 明治4年11月15日 （1871年12月26日） | 濱田                                                     | 石見国全部 | |
| 中國地方                          | 明治4年11月15日 （1871年12月26日） | 北条                                                     | 美作国全部 | |
| 中國地方                          | 明治4年11月15日 （1871年12月26日） | 岡山                                                     | 備前国全部 | |
| 中國地方                          | 明治4年11月15日 （1871年12月26日） | 深津                                                     | 備中国全部 備後国：沼隈郡、深津郡、安那郡、品治郡、蘆田郡、神石郡                                                              | |
| 中國地方                          | 明治4年11月15日 （1871年12月26日） | 廣島                                                     | 安芸国全部 備後国：御調郡、世羅郡、三谿郡、三上郡、奴可郡、甲怒郡（甲奴郡）、三次郡、恵蘇郡                                    | |
| 中國地方                          | 明治4年11月15日 （1871年12月26日） | 山口                                                     | 周防国全部、長門国全部 | |
| 東海地方                          | 明治4年11月15日 （1871年12月26日） | 靜岡                                                     | 駿河国全部 | |
| 東海地方                          | 明治4年11月15日 （1871年12月26日） | 濱松                                                     | 遠江国全部 | |
| 東海地方                          | 明治4年11月15日 （1871年12月26日） | 額田                                                     | 三河国全部 尾張国：知多郡 | |
| 北陸及甲信越                      | 明治4年11月20日 （1871年12月31日） | 相川                                                     | 佐渡国全部 | |
| 北陸及甲信越                      | 明治4年11月20日 （1871年12月31日） | 新潟                                                     | 越後国：蒲原郡、岩船郡 | |
| 北陸及甲信越                      | 明治4年11月20日 （1871年12月31日） | 柏崎                                                     | 越後国：頸城郡、古志郡、魚沼郡、苅羽郡（刈羽郡）、三島郡                                                                       | |
| 北陸及甲信越                      | 明治4年11月20日 （1871年12月31日） | 新川                                                     | 越中国：礪波郡、新川郡、婦負郡                                                                                                 | |
| 北陸及甲信越                      | 明治4年11月20日 （1871年12月31日） | 七尾                                                     | 能登国全部 越中国：射水郡 | |
| 北陸及甲信越                      | 明治4年11月20日 （1871年12月31日） | 金澤                                                     | 加賀国全部 | |
| 北陸及甲信越                      | 明治4年11月20日 （1871年12月31日） | 福井                                                     | 越前国：足羽郡、吉田郡、丹生郡、阪井郡（坂井郡）、大野郡                                                                       | |
| 北陸及甲信越                      | 明治4年11月20日 （1871年12月31日） | 敦賀                                                     | 若狭国全部 越前国：今立郡、南条郡、敦賀郡                                                                                      | |
| 北陸及甲信越                      | 明治4年11月20日 （1871年12月31日） | 山梨                                                     | 甲斐国全部 | |
| 北陸及甲信越                      | 明治4年11月20日 （1871年12月31日） | 長野                                                     | 信濃国：埴科郡、高井郡、水内郡、佐久郡、更科郡（更級郡）、小縣郡                                                               | |
| 北陸及甲信越                      | 明治4年11月20日 （1871年12月31日） | 筑摩                                                     | 飛騨国全部 信濃国：筑摩郡、伊那郡、諏訪郡、安曇郡                                                                              | |
|                                   | 明治4年11月20日 （1871年12月31日） | 大阪府                                                   | 攝津国：島上郡、島下郡、豊島郡、能勢郡、西成郡、東成郡、住吉郡                                                                 | |
| 兵庫                              | 明治4年11月20日 （1871年12月31日） | 攝津国：八部郡、兎原郡（菟原郡）、武庫郡、川邊郡、有馬郡 | | |
| 近畿及鄰接各府縣                  | 明治4年11月22日 （1872年1月2日）   | 和歌山                                                   | 紀伊国：伊都郡、那賀郡、海部郡、有田郡、日高郡、牟婁郡（一部）                                                                 | |
| 近畿及鄰接各府縣                  | 明治4年11月22日 （1872年1月2日）   | 長濱                                                     | 近江国：神崎郡、愛知郡、犬上郡、坂田郡、浅井郡、伊香郡                                                                         | |
| 近畿及鄰接各府縣                  | 明治4年11月22日 （1872年1月2日）   | 大津                                                     | 近江国：高島郡、滋賀郡、栗田郡（栗太郡）、野洲郡、甲賀郡、蒲生郡                                                               | |
| 近畿及鄰接各府縣                  | 明治4年11月22日 （1872年1月2日）   | 京都府                                                   | 山城国全部 丹波国：船井郡、何鹿郡、桑田郡                                                                                      | |
| 近畿及鄰接各府縣                  | 明治4年11月22日 （1872年1月2日）   | 堺                                                       | 河内国全部、和泉国全部 | |
| 近畿及鄰接各府縣                  | 明治4年11月22日 （1872年1月2日）   | 奈良                                                     | 大和国全部 | |
| 近畿及鄰接各府縣                  | 明治4年11月22日 （1872年1月2日）   | 安濃津                                                   | 伊賀国全部 伊勢国：安濃郡、鈴鹿郡、河曲郡、三重郡、桑名郡、員弁郡、朝明郡                                                      | |
| 近畿及鄰接各府縣                  | 明治4年11月22日 （1872年1月2日）   | 渡會（度會）                                             | 志摩国全部 伊勢国：多氣郡、度会郡、飯野郡、飯高郡、一志郡 紀伊国：牟婁郡（一部）                                               | |
| 近畿及鄰接各府縣                  | 明治4年11月22日 （1872年1月2日）   | 名古屋                                                   | 尾張国：春日井郡、愛知郡、葉栗郡、海東郡、海西郡、丹羽郡、中島郡                                                               | |
| 近畿及鄰接各府縣                  | 明治4年11月22日 （1872年1月2日）   | 岐阜                                                     | 美濃国全部 | |

### 府县编号
明治4年12月27日（1872年2月14日）太政官布告发布了府县的编号：
- 1-7（三大城市、开港地）：东京府、京都府、大阪府、神奈川县、兵库县、长崎县、新潟县
- 8-17（关东地区）：埼玉县、入间县、足柄县、木更津县、印旛县、新治县、茨城县、群马县、橡木（枥木）县、宇都宫县
- 18-21（近畿地区）：奈良县、堺县、安浓津县、度会县
- 22-31（东海・甲信地方）：名古屋县、额田县、浜松县、静冈县、山梨县、大津县、长浜县、岐阜县、筑摩县、长野县
- 32-42（东北地区）：仙台县、福岛县、磐前县、若松县、一关县、盛冈县、青森县、山形县、置赐县、酒田县、秋田县
- 43-49（北陆地区）：敦贺县、福井县、金泽县、七尾县、新川县、柏崎县、相川县
- 50-53（山阴地区）：丰冈县、鸟取县、岛根县、滨田县
- 54-59（山阳地区）：饰磨县、北条县、冈山县、深津县、广岛县、山口县
- 60-65（和歌山・四国地方）：和歌山县、名东县、香川县、松山县、宇和岛县、高知县
- 66-75（九州地区）：福冈县、三潴县、小仓县、大分县、伊万里县、熊本县、八代县、都城县、美美津县、鹿儿岛县

## 兩次合并之間的變動

### 縣名更改（縣廳未移動）
在這一時期，縣名由原來的以城市命名的舊藩名開始向郡名轉變。
但是也有縣名從一開始就并未繼承舊藩名，日本的宮本外骨認爲，命名體現了明治政府對於各藩在戊辰戰爭中對新政府的“順逆”。（參見：體現賞罰目的的縣名）
据一些有明確記載的改名文件稱，也有一些縣政府提出“人心一新”的口號，因此向太政官申請更改縣名。
- 明治4年（1871年）
  - 姬路縣改为饰磨县；
  - 平縣改为磐前縣；
  - 福井縣改为足羽縣；
- 明治5年（1872年）
  - 仙台县改为宫城县；
  - 盛冈县改为岩手县；
  - 大津县改为滋贺县；
  - 松山县改为石铁县；
  - 名古屋县改为爱知县；
  - 熊本县改名白川县（明治8年复名熊本县）；
  - 宇和岛县改名神川县；

### 因縣廳搬遷而進行的縣名更改
也有改名先于搬迁，或者搬迁计划未能实现的情况。
- 明治4年（1871年）
  - 弘前县改为青森县；
  - 二本松县改为福岛县；
  - 一关县改名水泽县；
- 明治5年（1872年）
  - 金泽县改为石川县；
  - 长滨县改为犬上县；
  - 安浓津县改为三重县；
  - 伊万里县改为佐贺县；
  - 深津县改名小田县；
- 明治8年（1875年）
  - 酒田县改为鹤冈县；
  - 水泽县改为磐井县；

### 合并
只有爱媛县继承了石铁县的县厅(也可以认为是在合并的同时改名) ，其他县的县厅全部转移到新的地方。
- 明治5年（1872年）
  - 犬上县并入滋贺县；
  - 额田县并入爱知县；
  - 七尾县分别并入石川县（能登国部分）和新川县（越中国部分）；

- 明治6年（1873年）
  - 都城县、美美津县合并为宫崎县；
  - 石铁县、神山县合并为爱媛县；
  - 木更津县、印旛县合并为千叶县；
  - 入间县、群马县合并为熊谷县；
  - 足羽县并入敦贺县；
  - 八代县并入白川县（熊本县）；
  - 柏崎县并入新潟县；
  - 宇都宫县并入枥木县；
- 明治8年（1875年）
  - 小田县并入冈山县；
  - 新治县分别并入千叶县（下野国部分）和茨城县（常陆国部分）

### 分割
明治5年（1872年）琉球藩从鹿儿岛县中分离。（第一次琉球处分）

## 第二次府县统合
全部发生在明治9年（1876年）。在这些合并后的县内部，一部分后来又重新分离，一部分直到现在还存在地区间对立和各地区地理条件迥异等问题。

### 合并
相川县并入新潟县、新川县并入石川县、度会县并入三重县、奈良县并入堺县、滨田县并入岛根县、北条县并入冈山县、小仓县并入福冈县、佐贺县并入三潴县、若松县并入福岛县、置赐县、鹤冈县并入山形县、熊谷县并入埼玉县、浜松县并入静冈县、饰磨县并入兵库县、鸟取县并入岛根县、香川县并入爱媛县、名东县并入高知县、宫崎县并入鹿儿岛县；

## 影響
「廢藩置縣」後舊士族的俸祿必須透過中央政府轉發，而政府又因為財政困難，大幅削減華族、士族的俸祿，更用強發債券抵消現金的發放，使當時許多缺乏專長的武士，收入來源只有微薄的公債利息，許多收入甚至不如一般民眾，讓過去養尊處優的武士階級感到不滿，被認為是後1877年西南戰爭的導火線之一。